# Sietse Fritsma
Sietse Rindert Fritsma (Franeker, 31 maart 1972) is een Nederlands voormalig politicus namens de Partij voor de Vrijheid (PVV). Hij was van 30 november 2006 tot 31 oktober 2019 en van 1 september 2020 tot en met 5 december 2023 lid van de Tweede Kamer der Staten-Generaal. Van 11 maart 2010 tot 20 januari 2011 was hij gemeenteraadslid in Den Haag.

## Biografie
Fritsma werd geboren als zoon van een visser. Nadat hij in 1989 in Franeker de havo-opleiding voltooide vertrok hij naar Groningen. Daar volgde hij een opleiding personeel en organisatie aan de hogeschool en studeerde daarna zes jaar sociale geografie aan de Universiteit Groningen. Van 2000 tot 2006 was hij ambtenaar bij de Immigratie- en Naturalisatiedienst (IND) in Rijswijk.

### Politieke carrière
In 2006 werd Fritsma in de Tweede Kamer gekozen waar hij zich bezighield met immigratie en asiel. Hij hield zijn maidenspeech op 23 januari 2007 bij de begroting voor het ministerie van Justitie van 2007. 
Op 15 februari 2007 bracht Fritsma naar voren dat de PvdA-politici Ahmed Aboutaleb en Nebahat Albayrak geen staatssecretaris mochten worden vanwege hun dubbele nationaliteit. Op 5 december 2008 stelde Fritsma voor om Marokkaanse probleemjongeren samen met hun ouders het land uit te zetten als ze een misdrijf plegen. Op 27 november 2013 liet Fritsma weten aan een wetsvoorstel te werken om criminele Antillianen en Arubanen in Nederland terug te sturen naar Curaçao, Aruba of Sint Maarten. Dit als uitwerking van een wetsontwerp van voormalig minister Rita Verdonk uit 2007 dat nooit ten uitvoer kwam. Op 7 oktober 2015 noemde Fritsma de Kamer een nepparlement toen zij stelde dat een meerderheid van Nederlanders volgens een peiling van Maurice de Hond af wil van de voormalige Nederlandse Antillen Curaçao, Aruba en Sint-Maarten. Tweede Kamervoorzitter Anouchka van Miltenburg riep Fritsma tot de orde: In het parlement zitten democratische partijen, met hardwerkende collega's die met serieuze wetten bezig zijn. En ja, ook de PVV is een echte partij, democratisch gekozen in een echt parlement.
Fritsma was lijsttrekker voor de PVV bij de gemeenteraadsverkiezingen in 2010. Hij werd gekozen en zei aan te willen blijven als Kamerlid. Per 20 januari 2011 beëindigde Fritsma zijn werkzaamheden voor de PVV-fractie in de Haagse gemeenteraad. Hiermee was hij de vierde PVV'er die binnen een jaar de gemeenteraad verliet in verband met zijn werk in de Tweede Kamer.
Op 31 oktober 2019 verliet Fritsma de Tweede Kamer om een eigen onderneming te beginnen. Bij zijn afscheid werd hij gedecoreerd tot Ridder in de Orde van Oranje Nassau. Op 1 september 2020 keerde hij terug als Tweede Kamerlid als vervanger van Gabriëlle Popken. Bij de Tweede Kamerverkiezingen van november 2023 was hij niet verkiesbaar en op 5 december dat jaar nam hij opnieuw afscheid als parlementslid.

## Immigratie
Fritsma publiceerde in september 2007 zijn boek De Immigratieramp van Nederland. Hierin zet hij zijn visie op het functioneren van de IND uiteen en vertelt hij over zijn ervaringen aldaar. Fritsma schreef dit boek op basis van de ervaringen die hij in zes jaar tijd bij de IND had opgedaan. De PVV heeft mede aan de hand van dit boek een besluit genomen inzake het indienen van een motie voor een parlementaire enquête. Op 21 juli 2009 liet Fritsma weten een kosten-baten-analyse van allochtonen in Nederland te willen van twaalf ministeries.